# Pittore dell'Ilioupersis
Pittore dell'Ilioupersis (fl. secondo quarto del IV secolo a.C.) è il nome convenzionale assegnato a un ceramografo apulo..

## Attività
Il Pittore dell'Ilioupesis segna l'inizio della fase centrale della pittura vascolare apula e l'inizio del cosiddetto Stile Ornato. Il suo nome convenzionale deriva dal suo vaso eponimo, un cratere a volute del British Museum che raffigura l'iloupersis (ovvero il sacco di Troia). Discendente del Pittore di Sisifo,  seguì la tradizione del Pittore di Digione, ma innovativativamente introdusse elementi significativi nella pittura vascolare apula. Aggiunse infatti nel repertorio dei soggetti le raffigurazioni di scene funerarie (vasi con ''naiskos''), diede inizio alla consuetudine di ondulare le parti inferiori nelle superfici dei vasi e inventò la decorazione delle anse dei crateri a volute con medaglioni raffiguranti dei volti. Anche il motivo di un volto femminile che emerge da un fiore tra i viticci è stato dipinto per la prima volta da questo pittore. I suoi soggetti comprendono scene mitologiche e dionisiache, nonché scene di genere con eroti, uomini e donne. Il tipo di vaso più rilevante nella sua produzione è il cratere a volute, forma che divenne dominante in Apulia forse grazie al suo influsso. Esistono comunque oltre 100 opere a lui attribuite anche di altre forme. Fu uno dei primi ceramografi a utilizzare in modo frequente ulteriori colori come il  bianco e giallo e, a volte, anche il rosso e il bruno. Il suo più importante collaboratore e collega nella stessa bottega fu il Pittore di Atene 1714 e tra i numerosi successori che ne continuarono la tradizione si trova il Pittore delle situle di Dublino.